# Andrzej Kłossowski
Andrzej Kłossowski (ur. 11 stycznia 1938 w Warszawie, zm. 30 stycznia 1997) – profesor bibliotekoznawstwa i informacji naukowej Uniwersytetu Mikołaja Kopernika w Toruniu, znawca badań nad książką polską za granicą, edytor i redaktor, bibliotekarz.

## Życiorys

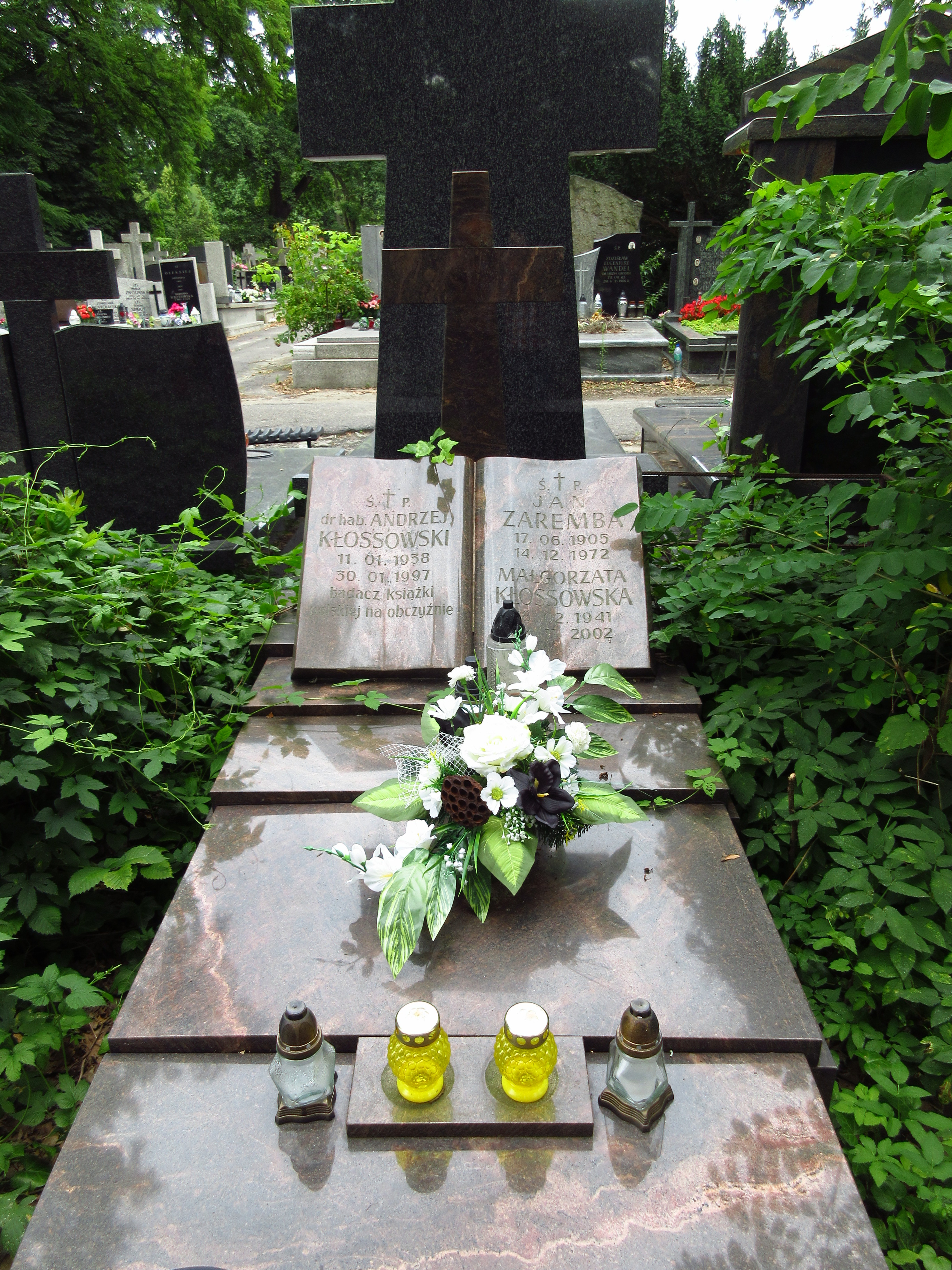
Grób profesora Andrzeja Kłossowskiego na Cmentarzu Bródnowskim.

Urodził się w Warszawie w 1938 roku, ojciec z wykształcenia inżynier leśnictwa, był długoletnim redaktorem-wydawcą, matka posiadała wykształcenie wyższe rolnicze. Uczęszczał do Liceum Ogólnokształcącego przy ul. Smolnej 30 (obecnie XVIII Liceum Ogólnokształcące im. Jana Zamoyskiego w Warszawie). Po uzyskaniu świadectwa dojrzałości wybrał się na studia rolnicze w SGGW (Szkoła Główna Gospodarstwa Wiejskiego), trochę za namową rodziców. Po pierwszym semestrze opuścił szkołę.
W 1958 roku rozpoczął studia bibliotekoznawstwa i informacji naukowej na Uniwersytecie Warszawskim.
Największy wpływ na rozwój zainteresowań Andrzeja Kłossowskiego miał doc. Ksawery Świerkowski. Kontakty ze Świerkowskim po ukończeniu studiów w 1964 roku przerodziły się w przyjaźń. Pod jego opieką Kłossowski napisał dysertację pt. Księgarnia Luksemburska Władysława Mickiewicza 1864–1869, którą obronił na Wydziale Filologicznym UW w 1973 roku. W roku 1991 na podstawie publikowanego dorobku uzyskał stopień naukowy doktora habilitowanego nauk humanistycznych w zakresie bibliotekoznawstwa i informacji naukowo-technicznej na Uniwersytecie Wrocławskim.
Pochowany na cmentarzu Bródnowskim (kwatera 22H II 30-31).

## Doświadczenie zawodowe
Kłossowski współpracował między innymi z:
- Biblioteką Katedry Archeologii Pierwotnej i Wczesnośredniowiecznej w UW wykonując prace zlecone (1961–1962; w trakcie studiów),
- Oddziałem Informacji Naukowej Biblioteki Głównej UW, bibliotekarz (1962–1967),
- Ministerstwem Oświaty, Szkolnictwa i Wychowania na stanowisku radcy ds. bibliotek i informacji naukowej (od 1967), następnie starszego specjalisty ds. wydawnictw (od 1972),
- Biblioteką Narodową (od 1975 do 1997) na stanowiskach:
  - kierownika Zespołu Zakładów Retrospektywnej Bibliografii Narodowej,
  - sekretarza redakcji Rocznika Biblioteki Narodowej,
  - sekretarza redakcji Rocznika... oraz jednocześnie zastępcą sekretarza naukowego BN,
  - zastępcy dyrektora BN,
  - kierownika założonej przez niego Pracowni do Badań nad Książką Polską za Granicą (1994).
- Uniwersytetem Mikołaja Kopernika w Toruniu na stanowisku profesora Katedry Bibliotekoznawstwa i Informacji Naukowej.

## Dorobek naukowy
Najważniejszym obszarem jego badań naukowych była niewątpliwie problematyka historii książki polskiej na obczyźnie. Pisywał artykuły do Księgarza, Poligrafiki, Roczników Bibliotecznych i kilku innych.
Ważniejsze publikacje dotyczące problematyki historii książki polskiej na obczyźnie:
- Ambasador książki polskiej w Paryżu. Władysław Mickiewicz (1971, pozycja XIII serii Książki o Książce),
- Na obczyźnie. Ludzie polskiej książki za granicą (1984, pozycja L (50.) serii Książki o Książce),
- wspólnie z Wojciechem Zalewskim Dealers of Polish and Russian Books Active Abroad 1918 to Present. A contributions to the history of book trade (1990)

Odrębne miejsce w dorobku prof. tworzyły wydawnictwa z zakresu bibliofilstwa. Był członkiem Towarzystwa Przyjaciół Książki w Warszawie od roku 1974, za aktywność otrzymał odznakę Zasłużonego dla Towarzystwa Przyjaciół Książki. W roku 1995 został członkiem Towarzystwa Bibliofilów w Toruniu. Był także członkiem Polskiego Towarzystwa Bibliologicznego. Był kolekcjonerem artystycznej książki.
Ważniejsze dzieła dotyczące problematyki bibliofilstwa:
- Anatol Girs – artysta książki (1989),
- Bibliofilstwo polskie za granicą. Wybrane zagadnienia teoretyczne. Organizacje bibliofilskie i oficyny artystyczne (1993),
- Polskie private i small presses na obczyźnie (1994).

Publikacje o charakterze teoretycznym:
- Książka polska za granicą. Problemy badawcze (1984),
- Polityka i komparatystyka w badaniach nad książką polską za granicą. Wybrane zagadnienia (1996),
- artykuł Książka polska za granicą i jej instytucje. Przedmiot oraz organizacja prowadzonych w Polsce prac badawczych i dokumentacyjnych (1997).

Kłossowski wydał (łącznie z tekstami wykraczającymi poza problematykę księgoznawstwa polonijnego) 24 druki zwarte (książki i broszury), 200 artykułów zamieszczanych najczęściej w Księgarzu, Studiach o Książce, Roczniku Biblioteki Narodowej, Rocznikach Bibliotecznych, Przeglądzie Bibliotecznym, ostatnio w Wydawcy i in. periodykach. Jest autorem 80 haseł, biogramów i artykułów w Słowniku pracowników książki polskiej (31), Encyklopedii wiedzy o książce (64) oraz 11 recenzji.
Pomysłodawca serii Instytucje Kultury Polskiej za Granicą i ich Zbiory, redaktor Komunikatów Towarzystwa Przyjaciół Książki, współredaktor zeszytu berlińskiego pisma Marginalien (1983) poświęconego polskiemu bibliofilstwu.
Kłossowski był koordynatorem programu powołania Biblioteki Polskiej w Paryżu, jednym ze współzałożycieli Towarzystwa Rapperswilskiego promującego polską kulturę za granicą.